# Rospiggarna
Rospiggarna är en svensk speedwayklubb från Hallstavik. Rospiggarna kör i elitserien i speedway. Hemmaarenan är Hisstech AB Arena.

## Historia
Ett antal personer, Edvin Jonsson, Oskar Johansson, Georg Sjöberg, Torsten Sjöberg, Tilly Källman och Daniel Hafdell, träffades den 27 mars 1930 på Café utsikten i Hallstavik. De bestämde där att starta en motorklubb som kom att heta "Orion". En bana anlades i Folkets park. I mitten av 1960-talet startade Orion speedwaylaget "Stjärnorna". År 1978 beslutades om ett namnbyte. Eftersom Hallstavik hör till Roslagen fann det sig ganska naturligt att det nya namnet blev "Rospiggarna". 2010 splittrades Orion och Rospiggarna.
2009 meddelade Greg Hancock att han slutar efter att ha kört i fjorton år i klubben, för att byta till Motalaklubben Piraterna.
Den 7 september 2010 meddelades det att klubben frivilligt lämnar Elitserien, främst på grund av ekonomiska problem.

### Åren 2018-2019
Efter nio säsonger som lagledare lämnade Mikael Teurnberg sitt uppdrag i Rospiggarna hösten 2018. Till ny lagledare utsågs Conny Ohlsson som efter en usel inledning på säsongen till slut fick sparken under juli 2019. Nästa lagledare blev Peter Jansson som lyckades avsluta säsongen med tre raka vinster på hemmabanan. För första gången sedan 2015 fick Rospiggarna inte vara med i SM-slutspelet och köra om finalplatserna. Istället fick man blicka tillbaka på en turbulent säsong fylld av stora förluster, missnöjda supportrar och interna konflikter .
Den 27 augusti 2019 meddelade klubbens stjärna Andreas Jonsson att han avslutar karriären.
Den 28 augusti 2019 blev det klart att bygg- och fastighetsbolaget Credentia blir ny huuvudsponsor för Rospiggarna, och som en effekt av detta bytte hemmaarenan namn till Credentia Arena under årsskiftet 2019-2020.

### Åren 2020-2021
I oktober 2019 meddelades att Rospiggarna lyckats få den danske speedwayveteranen Nicki Pedersen att skriva på för säsongen 2020. Pedersen lämnade därmed Västervik. På grund av Corona-pandemins alla restriktioner senarelades hela säsongen 2020 och första omgången kördes inte förrän den 11 augusti. Nytt var även att det skulle vara sex uttagna förare istället för sju. Serien bestod denna säsong av 8 lag som samtliga gick till slutspel. Klubbens ekonomi påverkades också hårt av pandemin och i mitten av juli meddelades att Pedersen inte skulle köra för Rospiggarna som tidigare hade annonserats.
I mars 2020 tog Kent Rensvik över som ordförande i Rospiggarna. En post som han inte behöll speciellt länge då han i början av juli 2020 meddelade att han avgick på grund av att han inte fick tiden att räcka till.
I augusti 2020 stod det klart att den tidigare Rospiggarna-föraren Timo Lahti återvände till klubben efter att ha kört för Lejonen under två säsonger. Lahti körde för Rospiggarna mellan 2010 och 2017.
Rospiggarna slutade säsongen 2020 på en andraplats i grundserien och nådde därmed kvartsfinal där de åkte ut mot Västervik.

#### Truppen 2020
- Rasmus Jensen (lagkapten)
- Kai Huckenbeck
- Tomas H. Jonasson
- Timo Lahti
- Kenneth Hansen
- Daniel Henderson
- Emil Millberg
- Andzejs Lebedevs
- Daniel Bewley

Lagledare: Peter Jansson & Emil Lindqvist
Strax efter Rospiggarnas uttåg ur slutspelet 2020 stod det klart att endast tre av årets förare skulle stanna i klubben till säsongen 2021. Det var Kai Huckenbeck, Timo Lahti och Daniel Henderson som blev de tre som stannade. Den fjärde föraren att bli klar var den flerfaldiga ryska mästaren Andrey Kudriashov som var tänkt att köra för Rospiggarna redan 2020 men som på grund av pandemin tvingades avstå.
Efter fem säsonger i Masarna återvände Kim Nilsson till Rospiggarna. Nilsson representerade Rospiggarna under fem säsonger, 2011-2015, och var bland annat med och körde upp klubben till Elitserien efter det Allsvenska guldet 2013.
Den sista pusselbiten i lagbygget blev den polske världsföraren Patryk Dudek som värvades från Dackarna.
Säsongen 2021 var planerad att inledas den 4 maj men sköts upp till början av juni på grund av pandemi-restriktionerna. Det skedde även en del förändringar av reglerna inför 2021. Bland annat får klubbarna fylla på sina trupper med ytterligare en förare. Varje lag får ha nio förare med snitt över 0,500 under kontrakt. Dessutom utökas transferkorten som varje klubb har från fyra till fem.
I början av juli meddelades att Rospiggarna skulle nyttja ett av sina fem transferkort och ta in den ryske värdsföraren Emil Sayfutdinov i truppen. Sayfutdinov dök dock aldrig upp i Rospiggarnas laguppställningar och i slutet av augusti meddelades att Sayfutdinov inte skulle köra i Sverige under denna säsong. Förklaringen uppgavs vara "Att Emil och hans manager gjort en missbedömning av den egna tiden, Covid-19 påverkan samt de egna resurserna"
Rospiggarna slutade på en fjärdeplats i grundserien 2021. I kvartsfinalen mötte de Vetlanda som besegrades med siffrorna 95–85 efter två matcher. I semifinalen väntade Smederna som besegrade Rospiggarna med de totala siffrorna 92–87.

#### Truppen 2021
- Kai Huckenbeck
- Timo Lahti
- Daniel Henderson
- Andrey Kudriashov
- Kim Nilsson (lagkapten)
- Patryk Dudek
- Adrian Miedzinski
- Oscar Holstensson
- Oleg Mihailov
- Artur Mroczka
- Norick Blödorn

Lagledare: Peter Jansson & Emil Lindqvist

### Åren 2022-2023
Lagbygget inför säsongen 2022 började i november 2021 då årets första nyförvärv presenterades, Andzejs Lebedevs från Smederna. Lebedevs har kört för Rospiggarna i flera omgångar, senast säsongen 2020 då han gjorde inhopp i kvartsfinalerna.
Andra förare att bli klar var Victor Palovaara som värvades från Vetlanda. Från Vetlanda hämtades även Szymon Wozniak som därmed återvänder till klubben han körde för 2015.
Rospiggarna slutade på en femteplats i grundserien 2022 och fick möta Västervik i kvartsfinalen som slutade 100–80 till Rospiggarnas fördel och därmed mötte de för andra gången i rad Smederna i semifinal. Semifinalens totala poäng blev 102–78, till Smederna som därmed fick möta Lejonen i SM-finalen.

#### Truppen 2022
- Adrian Miedzinski (ny från Smederna)
- Andzejs Lebedevs
- Daniel Henderson
- Kai Huckenbeck
- Kevin Juhl Pedersen
- Kim Nilsson
- Szymon Wozniak
- Timo Lahti
- Tomasz Gapinski
- Victor Palovaara

Lagledare: Peter Jansson & Emil Lindqvist

## Framstående förare
- Greg Hancock, USA  1995-2009
- Andreas Jonsson, Sverige 1996-2004, 2011-2019
- Ryan Sullivan, Australien  1999-2002, 2009-2010

## Meriter
- SM-guld: 1995, 1997, 2001, 2002, 2016
- SM-silver 1996 , 1998 , 2000
- SM-brons 1999, 2018, 2022